# أحمد الطريبق
أحمد الطريبق أحمد اليدري (1945 - 15 يناير 2023)، هو كاتب وشاعر مغربي، يُعد من رواد الشعر المغربي المعاصر، بالإضافة إلى كتاباته في النقد الأدبي وفي تاريخ الأدب المغربي. نشأ الطريبق في بيئة ثقافية صوفية، انعكست على نصوصه الشعرية، فاعتُبر أحد رواد الشعر المغربي المعاصر ذي المنحى الصوفي. كما أن أبحاثه الأكاديمية تمحورت على اختبار جدلية الأدب والتصوف في مغرب القرن السابع عشر، وهو ما برَّزَه واحدا من أعمدة المدرسة المغربية في التأريخ للأدب المغربي”.
وُلد عام 1945م في حي المصلى من مدينة طنجة، وفيه نشأ وترعرع بين أزقته. وفي زوايا كتاب الحي، بدأ الحرف القرآني وهو طفل فحفظ القرآن الكريم في مكاتبه. دَرس في التعليم الأصيل، ثم التحق بكلية الآداب بفاس (1966-1970)، وعمل أستاذا بالتعليم الثانوي (1970-1977)، ثم أستاذا مؤطِّرا بالمركز التربوي بتطوان إلى غاية 1986، ليلتحق بالتعليم الجامعي أستاذا بكلية الآداب بتطوان (1986-2005).
حصل على دبلوم الدراسات العليا في الأدب المغربي في موضوع ‘أدب التستاوتي من خلال كتابه نزهة الناظر’ (1986)، ثم دكتوراه دولة في موضوع ‘الخطاب الصوفي في الأدب المغربي على عهد السلطان المولى إسماعيل’ (1997)”.

## وفاته
توفي يوم الأحد 15 يناير 2023م الموافق لـ 21 جمادى الآخرة 1444هـ.

## من مؤلفاته
- «أزهار الحب والوطن… تموت واقفة».
- الأعمال الشعرية الكاملة».
- «تجليات المكان في الشعر العربي الحديث والمعاصر».
- «الحبات الستون: من الصورة إلى الوجود».
- «حومة المصلى: لوح مسطور بحبر الزبيب وعبق الصلصال».
- «الخطاب الصوفي في الأدب المغربي على عهد السلطان إسماعيل».
- «خطاب وحوار: مواقف واستبصار».
- «رحلة الإمتاع والمؤانسة من طنجة إلى ماليزيا وسنغافورة».
- «سنابل … من سبائك العرفان».
- «طنجة الصورة الشاعرة».
- «في ظلال محمد صلى الله عليه وسلم: تكوثرت الرؤى والمفردات».
- «القدس بحثا عن معالم الصورة.الكتابة الصوفية في أدب التستاوتي».
- «كراسات يغشاها صمت زلاغ وبوح باب المحروق».
- مخاض حياة: على الجليد، وتحت الرماد».
- «من عدوة طنجة العاليا… إلى بحر الصين».
- «هكذا كلمني البحر».
- «ومن أسمائها الحسنى: طنجة لْعَالْيَا».[4]

## الجوائز
- فاز بجائزة المغرب للكتاب (صنف الدراسات الأدبية والفنية) برسم 2008 عن كتابه «الخطاب الصوفي في الأدب المغربي, في عهد السلطان مولاي إسماعيل».[5]